# Mini (marca)
Mini (estilizado como MINI) é uma marca automotiva inglesa fundada em Oxford em 1969, de propriedade da empresa automotiva multinacional alemã BMW desde 2000. A palavra Mini tem sido usada em nomes de modelos de carros desde 1959 e, em 1969, tornou-se uma marca própria quando o nome "Mini" substituiu os nomes separados dos modelos de carros "Austin Mini" e "Morris Mini". A BMW adquiriu a marca em 1994, quando comprou o Rover Group (antigo British Leyland), que era proprietário da Mini, entre outras marcas.
O Mini original era uma linha de carros pequenos britânicos fabricados pela British Motor Corporation (BMC), que, em 1966, tornou-se parte da British Motor Holdings. Essa empresa se fundiu com a Leyland Motors em 1968 para formar a British Leyland. Na década de 1980, a British Leyland foi desmembrada e, em 1988, o Rover Group, incluindo o Mini, foi adquirido pela British Aerospace. Os modelos Mini incluíam Morris Mini-Minor e Austin Seven, Countryman, Moke, 1275GT e Clubman. As versões de desempenho desses modelos usavam o nome Cooper, devido a uma parceria com a lenda das corridas John Cooper. O Mini original continuou em produção até 2000.

## Galeria
- Mini Hatch
- Mini Hatch 5 portas
- Mini Coupé e Roadster
- Mini Countryman
- Mini Paceman
- Mini Clubman